# Eric Boggan
Eric Boggan (* 14. August 1963) ist ein amerikanischer Tischtennisspieler. Er nahm an sechs Weltmeisterschaften teil.

## Werdegang
Eric Boggan ist ein Sohn des Tischtennishistorikers Tim Boggan. Bereits als Sechsjähriger trat Eric bei Turnieren auf. Er steigerte seine Spielstärke und wurde 1979 erstmals für die Weltmeisterschaft nominiert. Bis 1991 nahm er an insgesamt sechs Weltmeisterschaften teil, kam dabei jedoch nie in die Nähe von Medaillenrängen. 1982 siegte er im Einzel bei den Nordamerikanischen Meisterschaften.
Ab 1982 spielte Eric Boggan einige Jahre lang in Europa. Zunächst schloss er sich dem schwedischen Verein Angby an und wechselte 1983 in die deutsche Bundesliga zum TTC Grünweiß Bad Hamm. Ein Jahr später wurde er von der Spvg Steinhagen verpflichtet, 1986 kehrte er in die USA zurück. 1980 nahm er als Vertreter Nordamerikas am ersten World Cup teil. Bis 1986 folgten weitere vier Teilnahmen, seine beste Platzierung war dreimal der siebte Platz.
2003 wurde Eric Boggan in die Hall of Fame der USA-Tischtennisspieler aufgenommen.

## Privat
Eric Boggans älterer Bruder Scott hatte eine ähnliche Tischtennislaufbahn.